# Beat Herport
Beat Herport (* 13. Oktober 1629 in Bern; † 1690 oder 1691) war ein Schweizer Glaser und Glasmaler.

## Leben und Werk
Beat Herport wurde als Sohn des Glasmalers Hans Wilhelm Herport im Oktober 1629 in Bern geboren.
Von Beat Herport befinden sich drei Scheiben von 1671 in der Kirche von Ringgenberg BE, zwei Scheiben von 1673 in der Kirche Gsteig bei Interlaken und sieben Scheiben von 1673 in der Kirche von Beatenberg.
In der Sammlung Lord Sudeleys in Toddington Castle, aus der Teile 1911 auf einer Auktion in München ihren Besitzer wechselten, befand sich eine Wappenscheibe von Beat Herport.